# 岩手県道291号小本港線
岩手県道291号小本港線（いわてけんどう291ごう おもとこうせん）は、岩手県下閉伊郡岩泉町を通る一般県道である。

## 概要
小本港と国道45号をつなぐ短距離路線である。

### 路線データ
- 実延長 : 593.6 m[1]
- 起点：小本港[1]
- 終点：下閉伊郡岩泉町小本[1]（小本交差点、国道45号・国道455号交点）

## 歴史
- 1995年（平成7年）3月17日 - 岩手県道に認定される[1]。

## 地理

### 交差する道路
- 国道45号・国道455号（下閉井郡岩泉町小本・小本交差点、終点）

### 沿線の施設など
- 小本港
- 小本郵便局（国道45号経由）
- 三陸鉄道リアス線 岩泉小本駅（国道455号経由）